# Étangs d'Armagnac
Étangs d'Armagnac este o arie protejată (sit de importanță comunitară — SCI) din Franța întinsă pe o suprafață de 1.028 ha, integral pe uscat.

## Localizare
Centrul sitului Étangs d'Armagnac este situat la coordonatele 43°53′45″N 0°01′51″W / 43.89583°N 0.03083°V.

## Înființare
Situl Étangs d'Armagnac a fost declarat arie specială de conservare în baza directivei 92/43 din 1992 referitoare la conservarea habitatelor naturale și a faunei și florei sălbatice pentru a proteja 10 specii de animale.

## Biodiversitate
Situată în ecoregiunea atlantică, aria protejată conține 7 habitate naturale: Liziere de ierburi înalte hidrofile de câmpie și de nivel montan până la alpin, Fânețe de joasă altitudine (Alopecurus pratensis, Sanguisorba officinalis), Ape oligotrofe din câmpii nisipoase, cu un conținut foarte redus de minerale (Littorelletalia uniflorae), Pajiști umede atlantice temperate cu Erica ciliaris și Erica tetralix, Lacuri eutrofice naturale cu vegetație de tip Magnopotamion sau Hydrocharition, Pajiști uscate europene, Păduri de stejar galițio-portugheze cu Quercus robur și Quercus pyrenaica.
La baza desemnării sitului se află mai multe specii protejate:
- mamifere (5): liliac cârn (Barbastella barbastellus), vidră de râu (Lutra lutra), nurcă (Mustela lutreola), liliacul mare cu potcoavă (Rhinolophus ferrumequinum), liliacul mic cu potcoavă (Rhinolophus hipposideros)
- nevertebrate (3): croitorul mare al stejarului (Cerambyx cerdo), rădașcă (Lucanus cervus), Osmoderma eremita
- pești (1): cicar (Lampetra planeri)
- reptile (1): țestoasa de baltă (Emys orbicularis)

Pe lângă speciile protejate, pe teritoriul sitului au mai fost identificate 11 specii de păsări, 2 specii de amfibieni, 1 specie de pești, 1 specie de reptile.